# Stylops murotai
Stylops murotai  (лат.) — вид веерокрылых насекомых рода Stylops из семейства Stylopidae. Япония, Хонсю (Fukui Pref.).
Паразиты пчёл вида Andrena takachihoi Hirashima (подрод Euandrena, род Andrena, Andrenidae). Лапки самцов 4-члениковые, усики 6-члениковые с боковыми отростками. Голова поперечная. Обладают резким половым диморфизмом: самцы крылатые (2 пары узких крыльев: передние маленькие и узкие, задние широкие), самки бескрылые червеобразные эндопаразиты.
Вид был впервые описан в 1991 году японским энтомологом Тэйдзи Кифунэ (Kifune Teiji; Department of Parasitology, School of Medicine, Университет Фукуоки, Фукуока) вместе с видом Stylops fukuiensis Kifune, 1991.